# EM-DAT
EM-DAT (Emergency Events Database) är en databas som är världsledande på statistik om alla slags naturkatastrofer.
Databasen sammanställs av katastrofforskningscentret Cred (Centre for Research on the Epidemiology of Disasters) vid ett belgiskt universitet. Den började byggas upp 1988 med stöd från FN (WHO) och den belgiska staten.
Den innehåller data från år 1900 och framåt med grundläggande data över förekomst och effekter av 22 000 katastrofer.